# Siemens Velaro
De Siemens Velaro is een productfamilie van hogesnelheidstreinen, ontwikkeld door het Duitse bedrijf Siemens.
De Velaro is een doorontwikkeling van de ICE 3M-treinstellen die in 2000 werden gebouwd voor de Deutsche Bahn en de Nederlandse Spoorwegen. De Velaro is geschikt voor dienstsnelheden tot 350 km/h.

## Velaro E

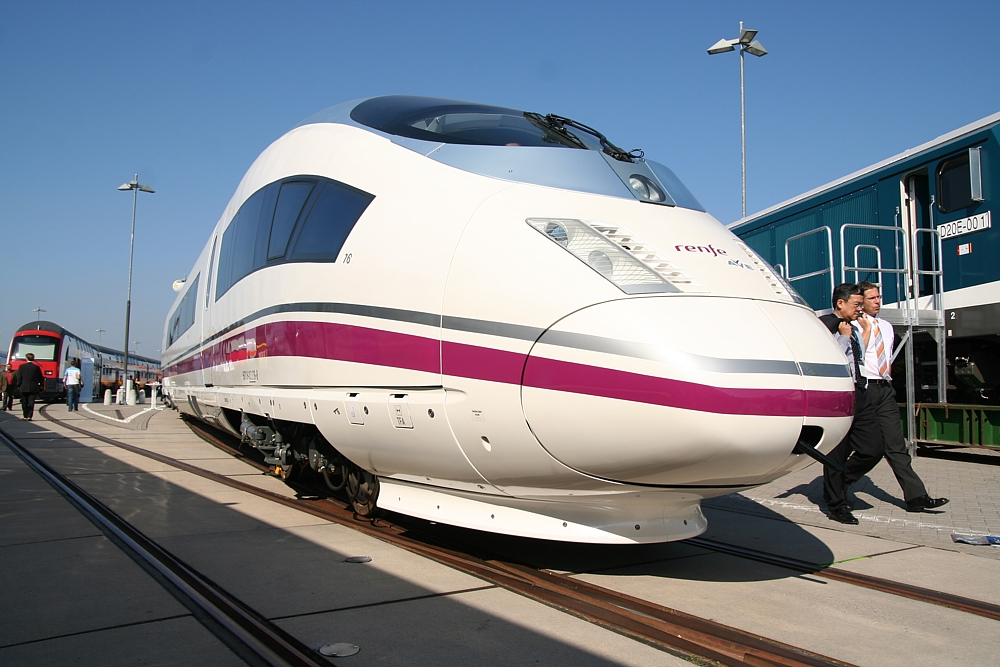
Spaans AVE S-103-treinstel

Siemens verkocht 26 achtdelige treinstellen aan de Spaanse spoorwegen (RENFE) voor hun AVE-hogesnelheidslijnen. Deze worden vanaf 2007 onder de naam AVE S-103 ingezet op de hogesnelheidslijn tussen Madrid en Barcelona, dit traject is geschikt voor een topsnelheid van 350 km/h. De snelste treinen leggen de afstand af in 2 uur en 15 minuten. Op 24 juni 2008 haalde de Velaro E bij een testrit een topsnelheid van 403,7 km/h, en vestigde daarmee een Spaans snelheidsrecord. De Velaro E rijdt niet sneller dan 310 km/h op het traject tussen Madrid en Barcelona.

## Velaro RUS

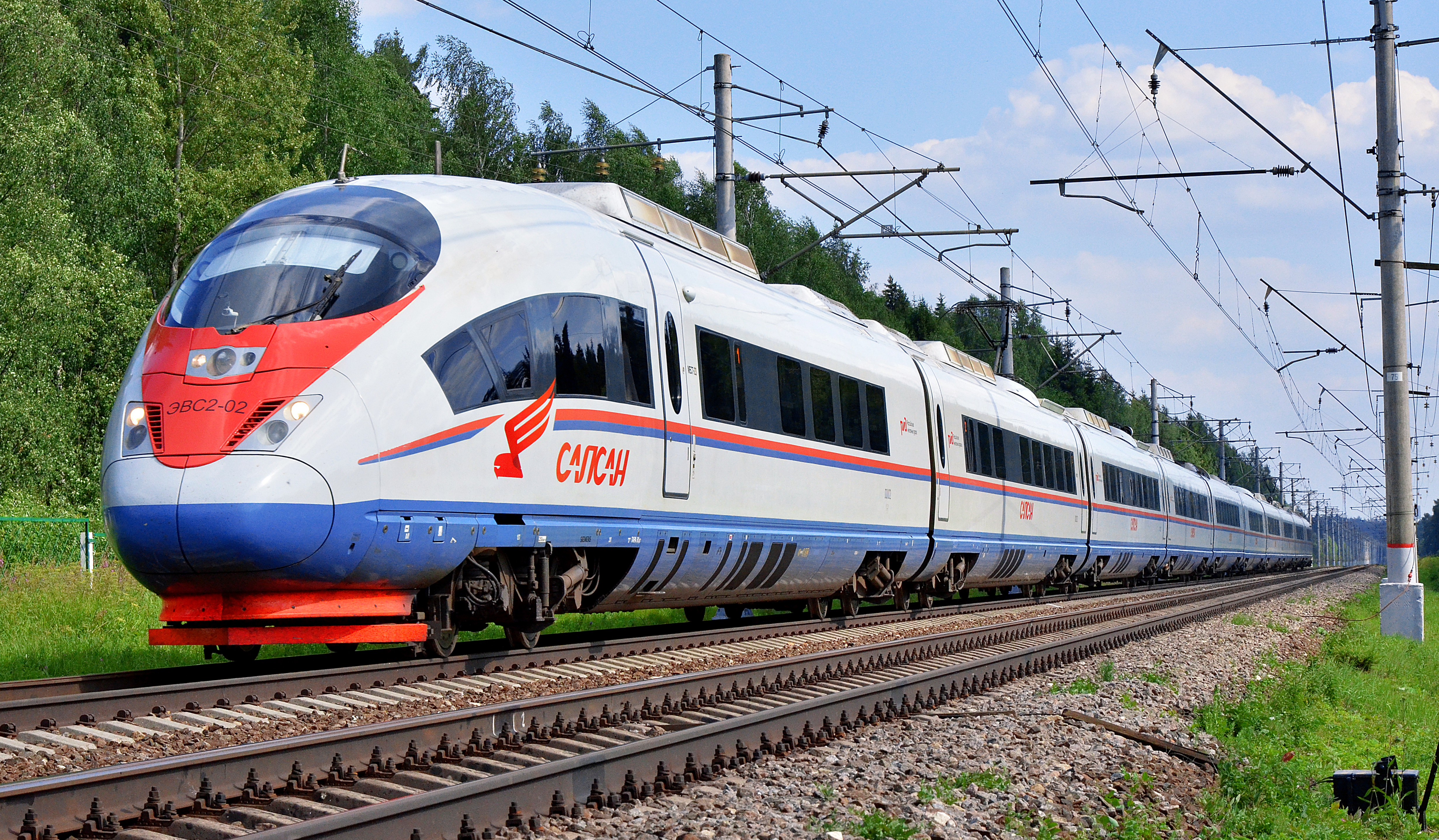
Velaro RUS

In december 2004 werd bekend dat Siemens en een Russische firma 16 hogesnelheidstreinstellen zullen gaan leveren aan de Russische spoorwegen (RZD), voor diensten tussen Moskou en Sint-Petersburg. De bijnaam is Sapsan (Russisch). Het gaat om een 3,00 meter brede versie, geschikt voor Russisch breedspoor (1.520 mm). De bestaande spoorlijn tussen Moskou en Sint-Petersburg wordt hiervoor geschikt gemaakt voor snelheden tot 250 km/h. De treinen worden aangeduid als Velaro RUS en werden in 2009 in dienst gesteld. In december 2011 werden nog eens 8 treinstellen besteld. Deze treinstellen werden in januari 2014 door Siemens-Werk Krefeld geleverd.

## Velaro CN

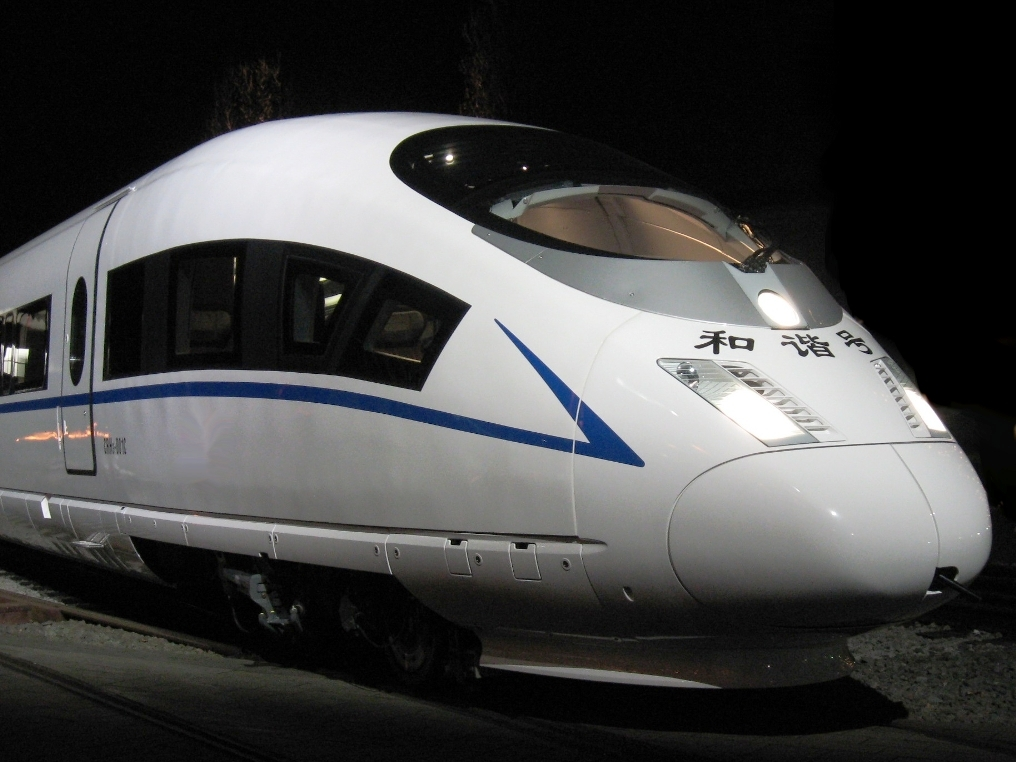
Chinese Velaro CRH3

De Chinese staatsspoorwegen hebben in 2005 60 treinstellen besteld voor de nieuwe hogesnelheidslijn tussen Beijing en Tianjin. Het gaat om een 3,00 meter brede versie, waardoor er ruimte is voor vijf in plaats van vier zitplaatsen op een rij. De Chinese Velaro wordt in China gebouwd, en daar aangeduid als CRH3: de derde generatie China Railway High-speed-materieel. Op 24 juni 2008 haalde deze bij een testrit een topsnelheid van 394,3 km/h, en vestigde daarmee een Chinees snelheidsrecord.

## Velaro D

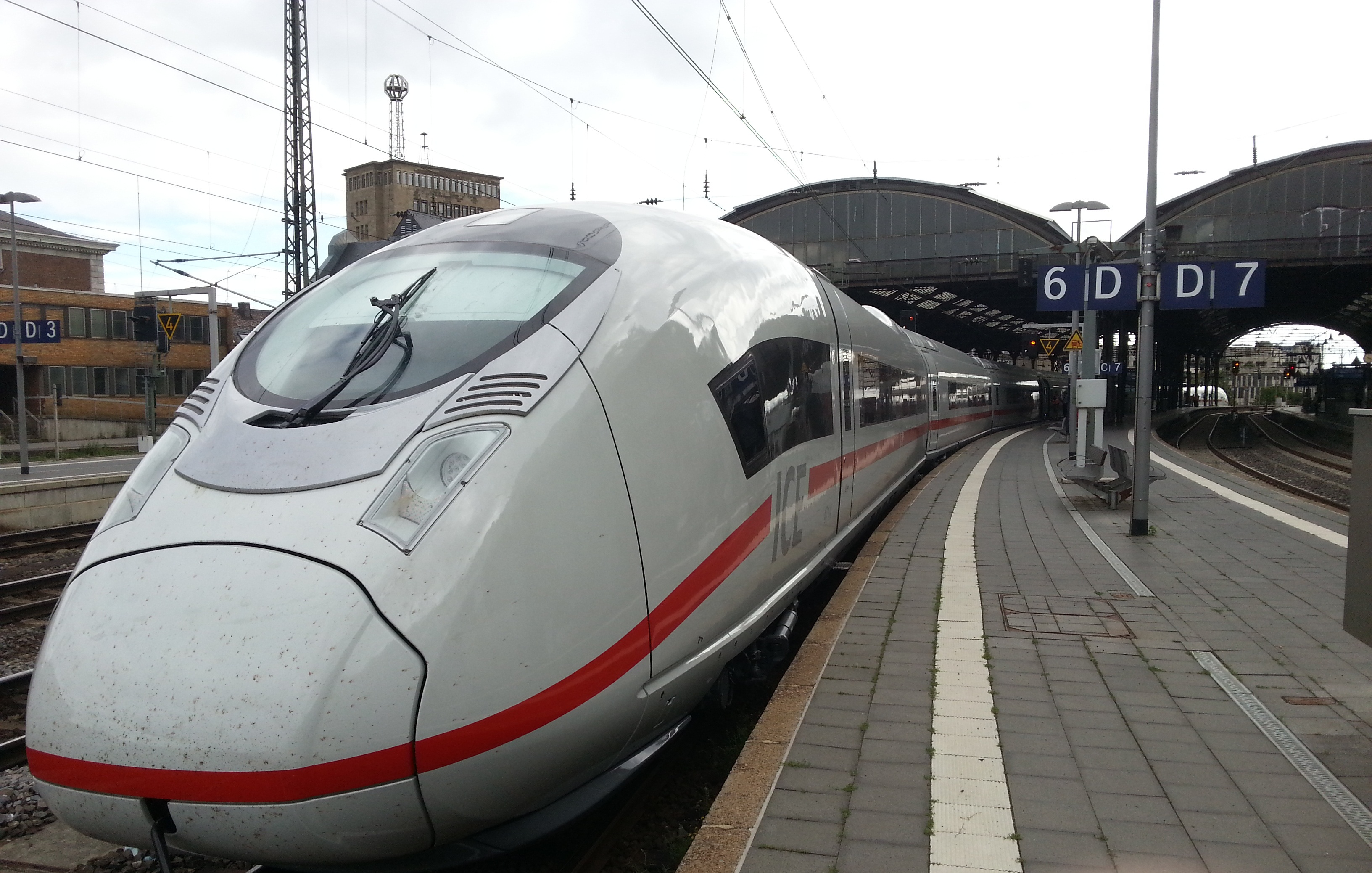
Velaro D tijdens een testrit te Aachen

De Velaro D is de vierde Velaro-variant. De viersysteemtreinstellen zijn bij Deutsche Bahn als Baureihe 407 bekend. De treinen zijn voor het personenvervoer in Duitsland en tussen Duitsland en Frankrijk ingezet.

## Velaro MS
De viersysteemtreinstellen Velaro MS worden bij Deutsche Bahn ICE 3neo genoemd, officieel Baureihe 408 en worden in de periode 2021-2029 geleverd.

## Velaro e320

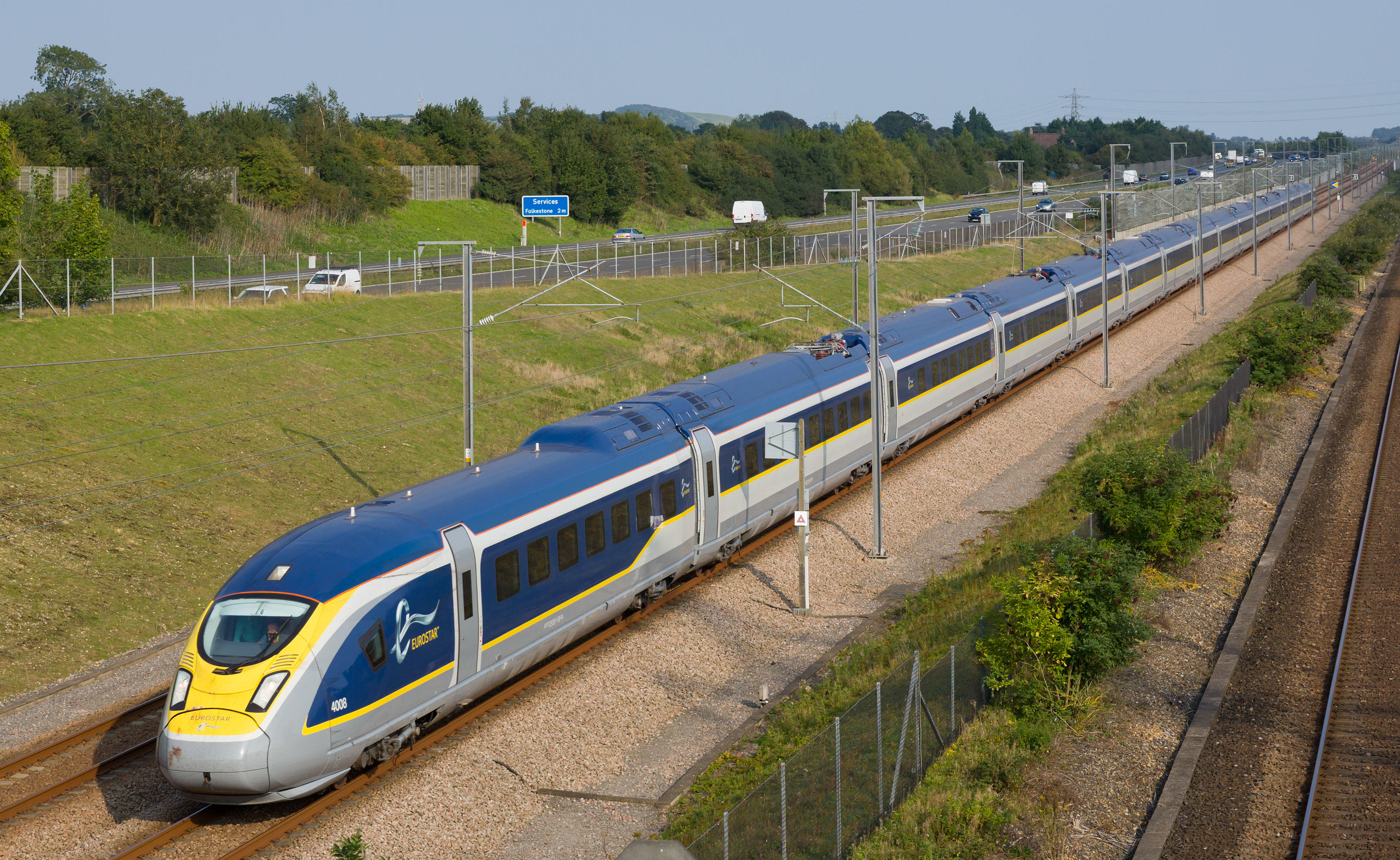
Eurostar-treinstel van de nieuwste serie, Eurostar e320, bestaande uit de treinstellen 4008/4007, nabij Sellindge, UK; 9 september 2015.

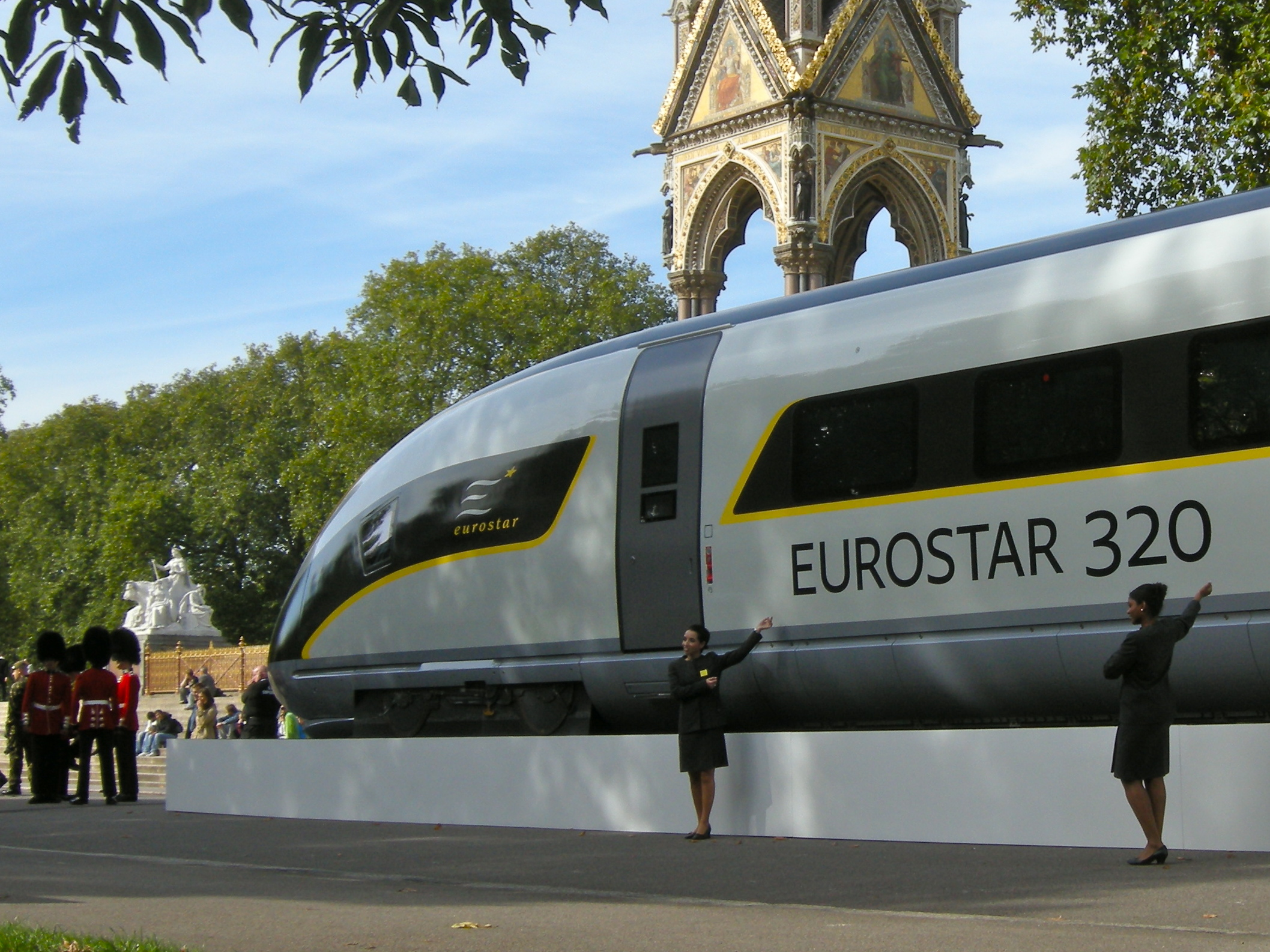
Siemens Velaro in Eurostar 320 kleurenstelling tijdens de persvoorstelling

In oktober 2010 maakte Eurostar bekend dat het Siemens selecteerde als geprefereerde aanbieder van 10 extra treinstellen ter waarde van € 600 miljoen. Deze zullen gebruikt worden om de bestaande dienstregeling uit te breiden met bestemmingen in Nederland, Duitsland en Zwitserland. De 400 meter lange treinstellen, die een topsnelheid halen van 320 km/h, bieden plaats aan 900 passagiers. In maart 2013 reed het eerste testexemplaar op de testbaan van Siemens te Wildenrath.
Op 13 november 2014 werd bekend dat Eurostar nog eens zeven treinstellen van het type Siemens Velaro heeft besteld. Met deze treinstellen kan vanaf 2016 het net uitgebreid worden met verbindingen naar Lyon, Avignon, Genève, Marseille, Rotterdam en Amsterdam.

## Velaro TR

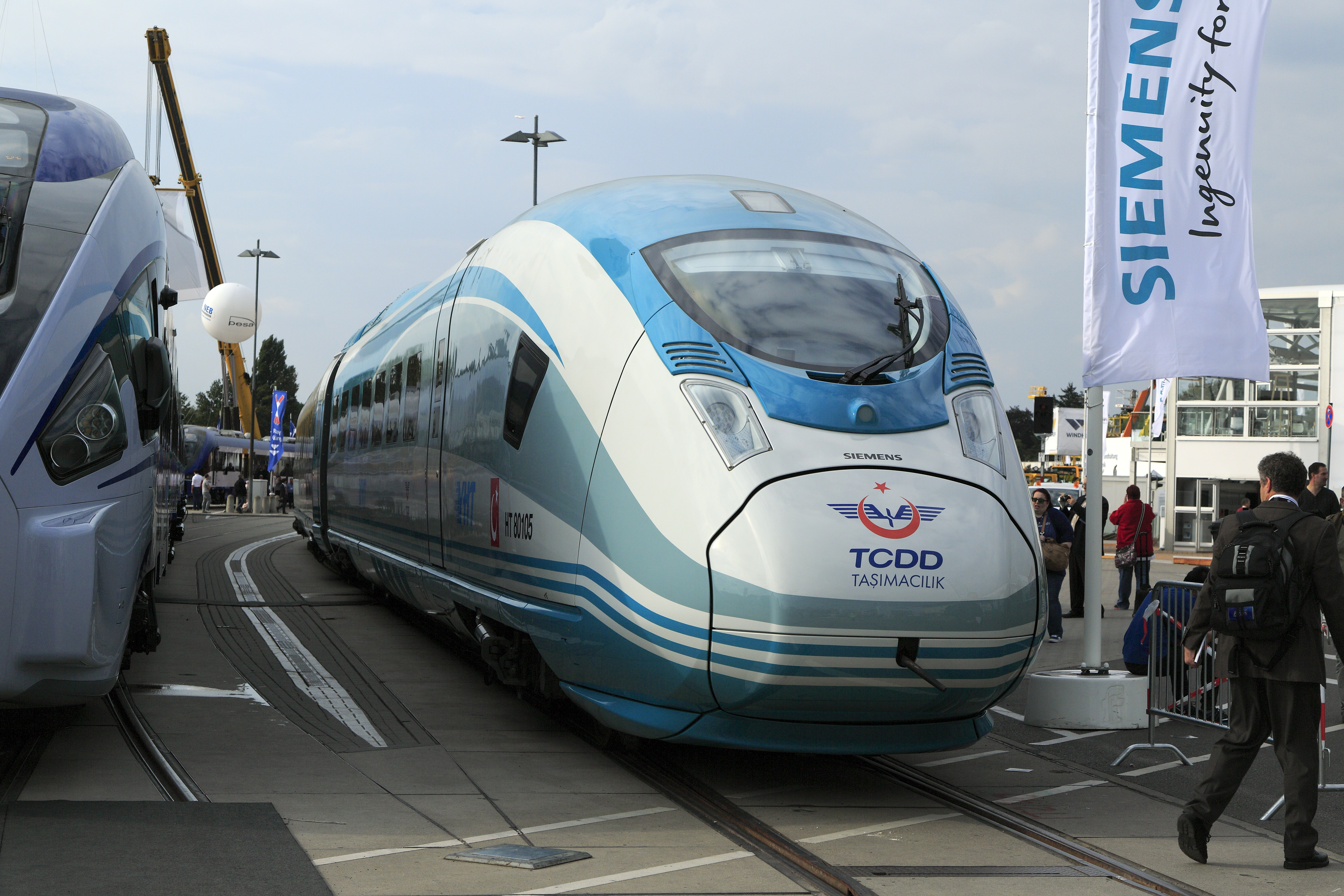
Siemens Velaro Türkiye

In juni 2013 werd bekend dat Siemens een opdracht voor de bouw van zeven hogesnelheidstreinen inclusief onderhoud voor de Türkiye Cumhuriyeti Devlet Demiryolları had afgesloten. Het gaat ongeveer € 285 miljoen kosten. De achtdelige Velaro-Treinstellen worden ingezet op de hogesnelheidstrajecten Ankara – İstanbul en Ankara – Konya. In februari 2013 was er sprake van zes achtdelige Velaro-Treinstellen.
Op 18 februari 2015 werd bekend dat de Turkse spoorwegen 10 extra 8-delige stellen hebben besteld.

## Velaro Novo
De Velaro Novo is het concept van Siemens voor de volgende generatie hogesnelheidstreinen. aangekondigd in juni 2018. De Velaro Novo zou lichter en efficiënter zijn dan eerdere ontwerpen, met een topsnelheid van 360 km/u.

### American Pioneer 220
Siemens noemt de Velaro Novo voor de Verenigde Staten American Pioneer 220.
In maart 2024 maakte Siemens bekend dat Brightline hen had geselecteerd voor tien treinstellen voor hun Brightline West-route tussen Los Angeles en Las Vegas. De trein is in staat om de daar voor treinen steile hellingen van 4,5% te beklimmen.